# اتفاقية لانسينغ-إيشي

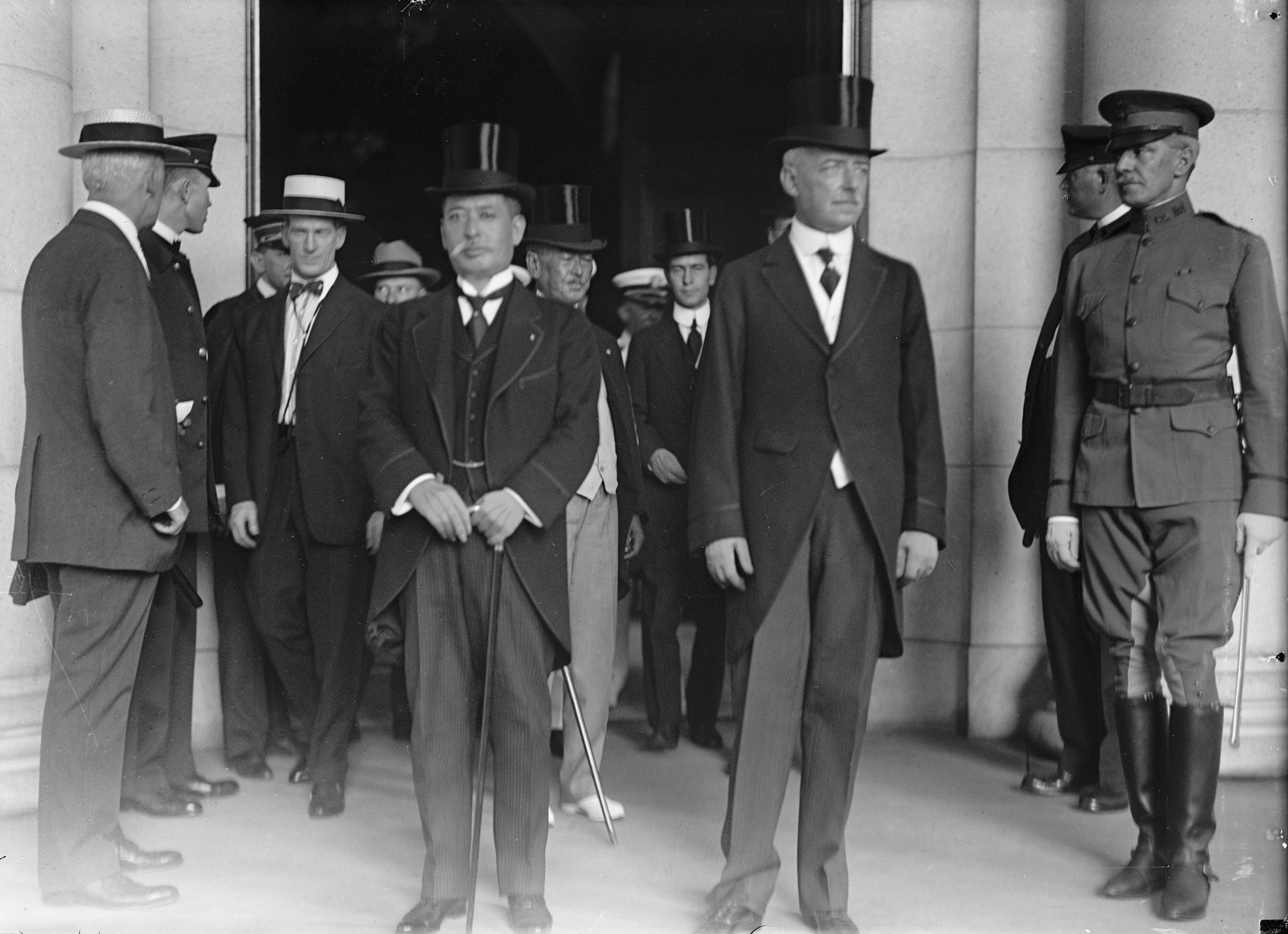
الفيكونت إيشي كيكوجيرو، المبعوث الياباني الخاص، مع وزير خارجية الولايات المتحدة روبرت لانسينغ في واشنطن، في عام 1917 لتوقيع اتفاقية لانسينغ-إيشي

اتفاقية لانسينغ-إيشي كانت مذكرة دبلوماسية موقعة في واشنطن بين الولايات المتحدة وإمبراطورية اليابان في 2 نوفمبر 1917 بشأن نزاعاتهما فيما يتعلق بالصين. واتفق الطرفان على احترام استقلال الصين وسلامة أراضيها واتباع مبدأ تكافؤ الفرص في التجارة والصناعة في ذلك البلد. أدركت الولايات المتحدة أن اليابان لديها مصالح خاصة في مناطق معينة،  وخاصة منشوريا. اعترض الصينيون على الاتفاقية وتم إلغاؤها في عام 1923.
وفي بروتوكول سري، ألحق بالاتفاقية العامة، اتفق الطرفان على عدم استغلال الفرص الخاصة التي قدمتها الحرب العالمية الأولى للحصول على حقوق أو امتيازات خاصة في الصين على حساب الدول الأخرى التي تحالفت في المجهود الحربي ضد ألمانيا.
في ذلك الوقت، تم الترويج لاتفاقية لانسينغ-إيشي باعتبارها دليلاً على أن اليابان والولايات المتحدة قد وضعتا حداً لمنافستهما متزايدة المرارة بشأن الصين، وتم الترحيب بالاتفاقية باعتبارها علامة فارقة في العلاقات اليابانية الأمريكية. ولكن سرعان ما أدرك المنتقدون أن الغموض والتفسيرات المختلفة المحتملة للاتفاق تعني أنه لم يتم اتخاذ أي قرار فعلي بعد شهرين من المحادثات. تم إلغاء الاتفاقية في أبريل 1923، عندما تم استبدالها بمعاهدة القوى التسع.
بالنسبة لليابان، اعترفت اتفاقية لانسينغ-إيشي بالمصالح الخاصة لطوكيو في جزء من الصين واعترفت بأن اليابان لا يمكن تجاهلها بسهولة في الشؤون الدولية.

## روابط خارجية
- البعثة الإمبراطورية اليابانية إلى الولايات المتحدة، 1917، الملحق ب - يحتوي على النص العام الكامل للاتفاقية

## ملحوظات
1. ↑  Gao، Yunxiang (2021). Arise, Africa! Roar, China! Black and Chinese Citizens of the World in the Twentieth Century. Chapel Hill, NC: University of North Carolina Press. ISBN:9781469664606.